# 竹信悦夫
竹信 悦夫（たけのぶ えつお、1950年 - 2004年9月1日）は、日本のジャーナリスト、元朝日新聞記者。

## 来歴
兵庫県生まれ。小学生時代から神童と呼ばれ、灘中学校在学時に卓抜な「小林秀雄論」を書き、ブレイク前の吉本隆明が発行していた雑誌『試行』も購読していた。竹信の教えに同級生の作家でもある高橋源一郎は大きな影響を受けたという。灘高等学校から東京大学に進み、文学部西洋史学科在学中、「現代詩手帖」新人作品欄に入選、寺山修司に絶賛された。また、友人の内田樹をレヴィナス研究に導いた。大学院入試に失敗して朝日新聞社に入り、東京本社社会部から外報部、シンガポール支局長、翻訳センター編集長などを経て編集局速報センター次長。2004年9月1日、休暇で家族とともに滞在していたマレーシア・ランカウィ島で遊泳中に心臓麻痺を起こし、死去した。 
著書に書評集『ワンコイン悦楽堂』（情報センター出版局、2005年）がある。妻は元朝日新聞記者で和光大学名誉教授の竹信三恵子。